# Olympische Sommerspiele 1964/Teilnehmer (Vereinigte Arabische Republik)
| Gelbes Symbol für Goldmedaillen mit stilisierten Olympischen Ringen | Graues Symbol für Silbermedaillen mit stilisierten Olympischen Ringen | Braundes Symbol für Bronzemedaillen mit stilisierten Olympischen Ringen |
| ------------------------------------------------------------------- | --------------------------------------------------------------------- | ----------------------------------------------------------------------- |
| —                                                                   | —                                                                     | —                                                                       |

Die Vereinigte Arabische Republik nahm an den Olympischen Sommerspielen 1964 in Tokio mit einer Delegation von 73 männlichen Athleten an 35 Wettkämpfen in neun Sportarten teil. Ein Medaillengewinn gelang keinem der Athleten.

## Teilnehmer nach Sportarten

### Boxen
- Mahmoud Mersal
Fliegengewicht: in der 1. Runde ausgeschieden
- Hosni Farag
Bantamgewicht: in der 1. Runde ausgeschieden
- Badawi El-Bedewi
Federgewicht: in der 1. Runde ausgeschieden
- Fawzi Hassan
Leichtgewicht: in der 1. Runde ausgeschieden
- Hussein Saddik
Weltergewicht: im Achtelfinale ausgeschieden
- Sayed El-Nahas
Halbmittelgewicht: im Achtelfinale ausgeschieden
- Ahmed Hassan
Mittelgewicht: im Viertelfinale ausgeschieden
- Sayed Mersal
Halbschwergewicht: im Viertelfinale ausgeschieden

### Fechten
Männer
- Mohamed Gamil El-Kalyoubi
Florett: 17. Platz
Florett Mannschaft: in der 1. Runde ausgeschieden
- Moustafa Soheim
Florett: im Viertelfinale ausgeschieden
Florett Mannschaft: in der 1. Runde ausgeschieden
- Sameh Abdel Rahman
Florett: im Viertelfinale ausgeschieden
Florett Mannschaft: in der 1. Runde ausgeschieden
- Farid El-Ashmawi
Florett Mannschaft: in der 1. Runde ausgeschieden
- Ahmed El-Hamy El-Husseini
Florett Mannschaft: in der 1. Runde ausgeschieden

### Fußball
- 4. Platz
Ahmed Moustafa
Hamdi Badawi
Mimi Darwish
Farouk Mahmoud
Fathi Khorshid
Moustafa Reyadh
Ali Kamal Etman
Amin El-Esnawi
Ahmed Mohamed Reda
Rifaat El-Fanaguili
Mimi El-Sherbini
Khalil Mohamed Shahin
Nabil Nosseir
Samir Qotb
Raafat Attia
Mohamed Seddik
Taha Ismail
Yaken Hussain
Mahmoud Hassan

### Gewichtheben
- Mohamed Herit
Bantamgewicht: 11. Platz
- Hosni Abbas
Federgewicht: 8. Platz
- Saleh Hussain
Leichtgewicht: 9. Platz
- Amer El-Hanafi
Halbschwergewicht: 13. Platz
- Mohamed Mahmoud Ibrahim
Schwergewicht: 6. Platz

### Ringen
- Fouad Ali
Fliegengewicht, griechisch-römisch: in der 2. Runde ausgeschieden
- Kamel Ali El-Sayed
Bantamgewicht, griechisch-römisch: 5. Platz
- Moustafa Hamil Mansour
Federgewicht, griechisch-römisch: 4. Platz
- Mahmoud Ibrahim
Leichtgewicht, griechisch-römisch: in der 2. Runde ausgeschieden

### Rudern
- Mohamed El-Halawani
Zweier mit Steuermann: im Halbfinale ausgeschieden
- Mahmoud Nasser
Zweier mit Steuermann: im Halbfinale ausgeschieden
- Abdullah Ali
Zweier mit Steuermann: im Halbfinale ausgeschieden
Vierer mit Steuermann: im Halbfinale ausgeschieden
- Mahmoud Shehata
Vierer mit Steuermann: im Halbfinale ausgeschieden
- Salem Mashour
Vierer mit Steuermann: im Halbfinale ausgeschieden
- Ibrahim Sayed Sabri
Vierer mit Steuermann: im Halbfinale ausgeschieden
- Mohamed Eissa
Vierer mit Steuermann: im Halbfinale ausgeschieden
- Ali Abdel Sami
Achter mit Steuermann: im Halbfinale ausgeschieden
- Abdel Mohsen Saad
Achter mit Steuermann: im Halbfinale ausgeschieden
- Ibrahim Metwalli
Achter mit Steuermann: im Halbfinale ausgeschieden
- Abdel Latif Metwalli
Achter mit Steuermann: im Halbfinale ausgeschieden
- Ahmed Ibrahim
Achter mit Steuermann: im Halbfinale ausgeschieden
- Ali Abdel Radi
Achter mit Steuermann: im Halbfinale ausgeschieden
- Abdel Fattah Abou-Shanab
Achter mit Steuermann: im Halbfinale ausgeschieden
- Saleh Ibrahim
Achter mit Steuermann: im Halbfinale ausgeschieden
- Abbas Khamis
Achter mit Steuermann: im Halbfinale ausgeschieden

### Schießen
- Abdallah Zohdy
Schnellfeuerpistole 25 m: 42. Platz
- Hassan El-Sayed Attia
Freie Pistole 50 m: 47. Platz
- Mohamed Amin Fikry
Kleinkalibergewehr liegend 50 m: 35. Platz
- Mohamed Sami El-Khatib
Kleinkalibergewehr liegend 50 m: 46. Platz
- Mohamed Mehrez
Trap: 10. Platz
- Ahmed Kadry Genena
Trap: 38. Platz

### Turnen
Männer
- Mohamed Ibrahim
Einzelmehrkampf: 127. Platz
Boden: 94. Platz
Pferdsprung: 127. Platz
Barren: 127. Platz
Reck: 125. Platz
Ringe: 127. Platz
Seitpferd: 126. Platz

### Wasserball
- in der Vorrunde ausgeschieden
Mohamed Khalil
Mohamed Abid Soliman
Moukhtar Hussain El-Gamal
Amin Abdel Rahman
Sami El-Sayed
Hazem Kourched
Ashraf Gamil
Adel El-Moalem
Mamadou Amir